# Wilford Leach
Carson Wilford Leach (* 26. August 1929 in Petersburg, Virginia; † 16. Juni 1988 in Rocky Point, New York) war ein US-amerikanischer Theaterregisseur, Bühnenbildner, Filmregisseur und Drehbuchautor. Er wurde zweimal mit dem Tony Award für die beste Regie eines Musicals ausgezeichnet.

## Leben
Leach studierte am College of William & Mary in Williamsburg, Virginia, wo er nach einer Aufführung von George Bernard Shaws Pygmalion als 17-Jähriger seine Liebe für das Theater entdeckte. Nach seinem Abschluss 1953 folgte ein Studium an der University of Illinois, wo er den Master Degree und seinen Doktor verliehen bekam. Im Anschluss folgte ab 1958 eine Lehrtätigkeit am Sarah Lawrence College.
Eines seiner ersten Stücke In 3 Zones, das von Bertolt Brecht und den Märchen der Brüder Grimm inspiriert war, sollte 1967 am Theater des Lincoln Centers aufgeführt werden, wurde jedoch noch vor der Umsetzung vom Spielplan gestrichen. Diese für Leach schmerzhafte Erfahrung führte zu seiner Ablehnung des professionellen Theaterbetriebs und einem Fokus auf seine Lehrtätigkeit.
1970 lernte Leach Ellen Stewart kennen, die ihn zum La MaMa Experimental Theatre Club holte, dessen künstlerischer Leiter Leach später wurde. 1977 engagierte ihn Joseph Papp am Public Theater sowie für das New York Shakespeare Festival, wo Leach als Associate Director eine Inszenierung von Henry V umsetzte. In den kommenden Jahren inszenierte Leach auf der Open-Air-Bühne des Delacorte Theater mehrere Produktionen von Shakespeare-Stücken. 1978 und 1979 unterrichtete er auch an der Yale University School of Drama.
Große Erfolge feierte er mit seinen Inszenierungen von The Pirates of Penzance (1980) und The Mystery of Edwin Drood (1985), die er zunächst im Delacorte Theater und später am Broadway auf die Bühnen brachte. Für beide Stücke wurde er jeweils mit dem Tony Award in der Kategorie Best Direction of a Musical ausgezeichnet.
Leach starb im Juni 1988 an den Folgen eines Magenkarzinoms im Alter von 59 Jahren.

## Theater
Regie
- 1970: The Only Jealousy of Emer (La MaMa Experimental Theatre Club, New York City)
- 1970: Renard (La MaMa Experimental Theatre Club, New York City)
- 1974: C.O.R.F.A.X. (La MaMa Experimental Theatre Club, New York City)
- 1977: The Mandrake (Joseph Papp Public Theater/ Susan Stein Shiva Theater, New York City)
- 1978: All’s Well That Ends Well (Delacorte Theater, New York City)
- 1978: The Taming of the Shrew (Delacorte Theater, New York City)
- 1979: Coriolanus (Delacorte Theater, New York City)
- 1979: Othello (Delacorte Theater, New York City)
- 1980: Marie and Bruce (Joseph Papp Public Theater/ Newman Theater, New York City)
- 1980: Mother Courage and Her Children (Joseph Papp Public Theater/ Newman Theater, New York City)
- 1980: The Pirates of Penzance (Delacorte Theater, New York City)
- 1981: The Pirates of Penzance (Uris Theatre, New York City)
- 1981–1982: The Pirates of Penzance (Minskoff Theatre, New York City)
- 1983: Non Pasquale (Delacorte Theater, New York City)
- 1983: The Human Comedy (Joseph Papp Public Theater/ Anspacher Theater, New York City)
- 1984: The Human Comedy (Royale Theatre, New York City)
- 1984: Henry V (Delacorte Theater, New York City)
- 1984: La Bohème (Joseph Papp Public Theater/ Anspacher Theater, New York City)
- 1985: The Mystery of Edwin Drood (Delacorte Theater, New York City)
- 1985–1987: The Mystery of Edwin Drood (Imperial Theatre, New York City)
- 1986: Twelfth Night or What You Will (Delacorte Theater, New York City)

Buch
- 1970: Carmilla (La MaMa Experimental Theatre Club, New York City)
- 1970/1972: Gertrude (La MaMa Experimental Theatre Club, New York City)
- 1974: C.O.R.F.A.X. (La MaMa Experimental Theatre Club, New York City)

Bühnenbild
- 1977: The Mandrake (Joseph Papp Public Theater/ Susan Stein Shiva Theater, New York City)
- 1978: All’s Well That Ends Well (Delacorte Theater, New York City)
- 1978: The Taming of the Shrew (Delacorte Theater, New York City)
- 1979: Coriolanus (Delacorte Theater, New York City)
- 1979: Othello (Delacorte Theater, New York City)
- 1980: Marie and Bruce (Joseph Papp Public Theater/ Newman Theater, New York City)
- 1980: Mother Courage and Her Children (Joseph Papp Public Theater/ Newman Theater, New York City)
- 1980: The Pirates of Penzance (Delacorte Theater, New York City)
- 1983: Non Pasquale (Delacorte Theater, New York City)

## Filmografie (Auswahl)
Regie
- 1969: The Wedding Party (mit Brian De Palma und Cynthia Munroe)
- 1978: All’s Well That Ends Well (Theateraufzeichnung)
- 1979: Coriolanus (Theateraufzeichnung)
- 1980: The Pirates of Penzance (Theateraufzeichnung)
- 1983: The Pirates of Penzance

Drehbuch
- 1969: The Wedding Party (mit Brian De Palma und Cynthia Munroe)
- 1983: The Pirates of Penzance

## Auszeichnungen (Auswahl)
- 1981: Tony Award in der Kategorie Best Direction of a Musical von The Pirates of Penzance
- 1981: Obie Award in der Kategorie Direction von The Pirates of Penzance
- 1981: Drama Desk Award in der Kategorie Outstanding Director of a Musical von The Pirates of Penzance
- 1981: Drama Desk Award in der Kategorie Outstanding Director of a Musical von The Pirates of Penzance
- 1986: Tony Award in der Kategorie Best Direction of a Musical von The Mystery of Edwin Drood
- 1986: Drama Desk Award in der Kategorie Outstanding Director of a Musical von The Mystery of Edwin Drood